# Ayvacık (district, Çanakkale)
Ayvacık is een Turks district in de provincie Çanakkale en telt 30.387 inwoners (2007). Het district heeft een oppervlakte van 892,9 km².
De bevolkingsontwikkeling van het district is weergegeven in onderstaande tabel.
| 1997   | 2000   | 2007   |
| ------ | ------ | ------ |
| 29.919 | 30.502 | 30.387 |